# DECT

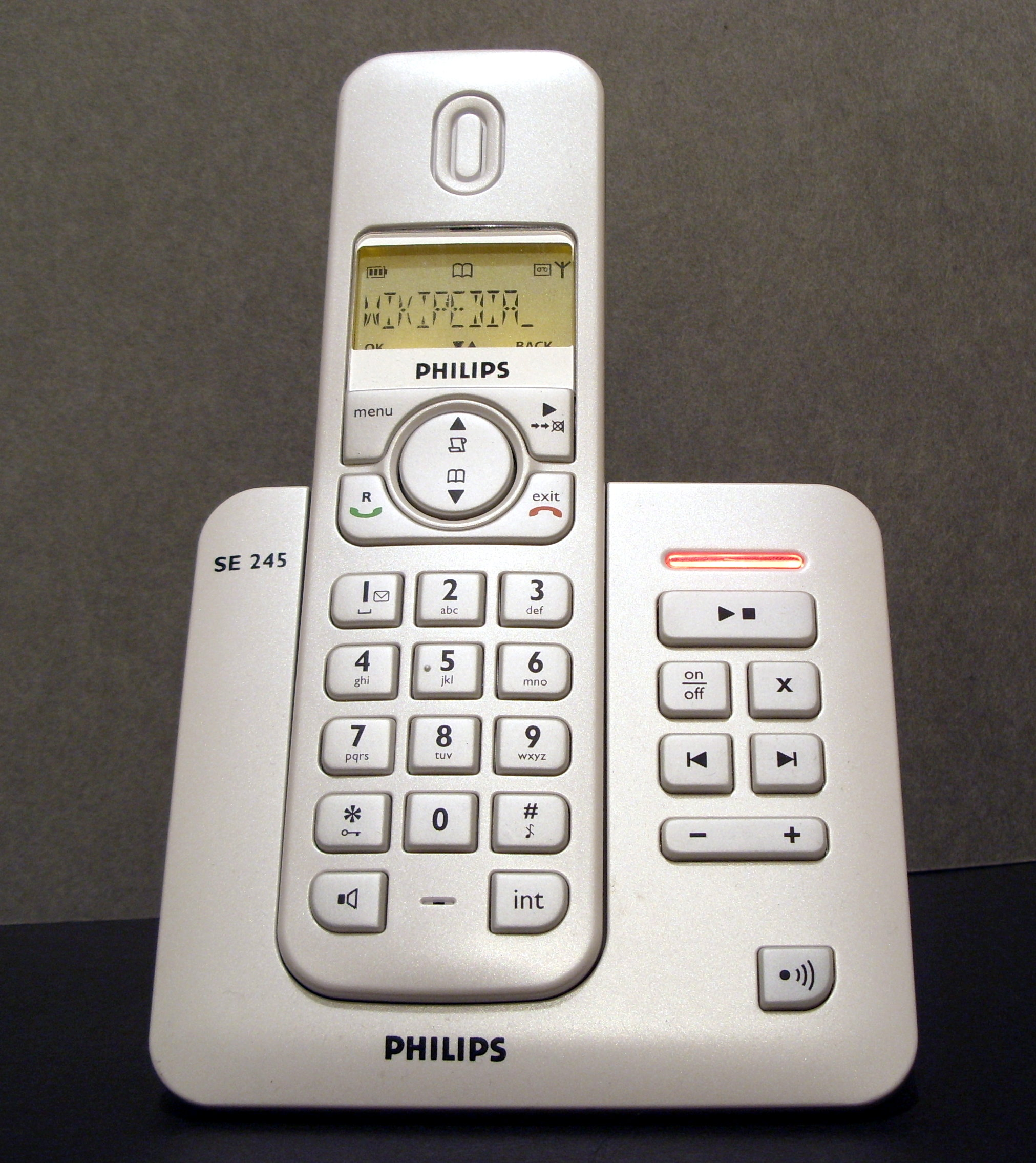

DECT (англ. digital enhanced cordless telecommunication) — технология беспроводной связи на частотах 1880—1900 МГц с модуляцией GMSK (BT = 0,5), используется в современных радиотелефонах. Стандарт DECT не только получил широчайшее распространение в Европе, но и является наиболее популярным стандартом беспроводного телефона в мире благодаря простоте развёртывания DECT-сетей, широкому спектру пользовательских услуг и высокому качеству связи. По оценкам 1999 года, DECT принят более чем в 100 странах, а число абонентских устройств DECT в мире приближается к 50 миллионам. В Европе DECT практически полностью вытеснил беспроводные телефоны стандартов CT2, CT3; на других континентах DECT успешно конкурирует с американским стандартом PACS и японским PHS.
Стандарт DECT в России для домашнего пользования не требует лицензирования (получения частотного решения ГКРЧ, разрешения Роскомнадзора).

## Описание
Цифровой стандарт DECT первоначально разрабатывался для Европы и утверждался в 1992 году Европейским институтом телекоммуникационных стандартов (ETSI). Стандарт описывает взаимодействие базовой станции с мобильными терминалами (аппаратами), при этом может обеспечиваться как передача голоса, так и данных.
- Диапазон радиочастот, используемых для приёма/передачи — 1880—1900 МГц в Европе, 1920—1930 МГц в США.
- Рабочий диапазон (20 МГц) разделён на 10 радиоканалов, каждый шириной в 1728 КГц.
- Максимальная мощность станции и телефонных трубок в соответствии со стандартом — 10 мВт.

DECT относится к системам пакетной радиосвязи с частотно-временным разделением каналов (информация передаётся по радиоканалу в виде пакетов, организованных в кадры) и основана на технологиях:
- TDMA — Time division multiple access (множественный доступ с временным разделением)
- FDMA — Frequency division multiple access (множественный доступ с частотным разделением)
- TDD — Time division duplex (дуплексный канал с временным разделением)

(это означает, что спектр радиоизлучения разделён как по времени, так и по частотам). 

Обмен информацией производится кадрами. Каждый кадр длительностью 10 мс разделён на 24 временных интервала (ВИ, англ. time slot), причём первые 12 ВИ (0-11) служат для передачи пакетов в направлении «вниз» (downlink), а следующие 12 ВИ (12-23) — для передачи пакетов в направлении «вверх» (uplink). Дуплексные каналы связи образуют последовательности из двух пакетов одного кадра с интервалом между ними в 12 ВИ. Передачу и приём информации в DECT ведут на одной частоте (дуплекс с временным разделением каналов). 16 кадров DECT объединяют в мультикадр. Все кадры DECT пронумерованы, номера кадров используют при шифровании сообщений.
Передача соединения мобильного абонента от одной базовой радиостанции к другой во время разговора абсолютно незаметна для абонента (режим handover).
При установлении соединения для разговора используются 2 из 24 временных слота в каждом кадре: один — для передачи голоса, другой — для приёма.
Существует дополнительное расширение стандарта DECT — стандарт GAP (Generic Access Profile), принятое летом 1996 года, означающее совместимость радиотелефона с оборудованием других производителей, имеющим тот же стандарт DECT/GAP. Например, с теми телефонами, которые поддерживают стандарт DECT/GAP, можно использовать трубки от любой другой модели, поддерживающей этот стандарт. Специфика этого стандарта в том, что при взаимодействии трубок разных производителей некоторые функции могут быть неактивными.
Реализация беспроводной связи (по стандарту DECT) происходит как в рамках аналоговой телефонии, так и IP-телефонии. Корпоративные радиотелефоны, работающие по принципу Voice over IP, являются одним из самых востребованных и быстрорастущих сегментов рынка IP-телефонии.

## Достоинства и недостатки
Основные достоинства DECT:
- хорошая (в сравнении с аналоговыми системами) помехоустойчивость канала связи благодаря цифровой передаче сигнала; вследствие этого — отсутствие множества помех во время разговора, которые присутствовали в аналоговых системах;
- хорошая интеграция с системами стационарной корпоративной телефонии;
- меньшее, по сравнению с мобильными телефонами, облучение абонента — уровень сигнала радиотелефона, в соответствии со стандартом, составляет 10 мВт из-за многократно меньшей мощности передатчика (как трубки, так и базы).

Основные недостатки DECT:
- относительно небольшая дальность связи (из-за ограничения мощности самим стандартом);
- невысокая (относительно Wi-Fi) скорость передачи данных.

Системы DECT для корпоративной и домашней связи выпускаются порядка 45 производителями телекоммуникационного оборудования, такими как:

| - Avaya, - Alcatel, - DeTeWe, - Ericsson, - Gigaset (ранее как Siemens Gigaset), - Goodwin, | - Matra, - Nortel, - Panasonic, - Revolabs Inc. (в марте 2014 г. компания была приобретена корпорацией Yamaha, однако продолжает свою деятельность в качестве самостоятельного дочернего предприятия), - Yealink Network Technology. |

Следовательно, существует проблема её стандартизации, которую решают, используя понятия профилей (profile) DECT.
Все профили обеспечивают защиту системы от несанкционированных пользователей и шифрацию сообщений, которая, однако, успешно обходится. Основной профиль — профиль общего доступа GAP (Generic Access Profile) обеспечивает передачу телефонии со скоростью 32 кбит/с и потоков данных по «прозрачному» каналу со скоростями 32, 16 и 8 кбит/с без дополнительной защиты информации. Также существует профиль радиодоступа RAP (Radio Local loop Access Profile), который специально разработан для аппаратуры радиодоступа. Из новых профилей следует отметить DMAP (DECT Multimedia Access Profile), ориентированный на предоставление мультимедийных услуг.

## Безопасность
В настоящее время DECT считается слабо защищённой технологией беспроводной связи.
Слой управления доступом к данным DECT также предоставляет шифрование в соответствии со стандартным криптографическим алгоритмом DECT — DECT Standard Cipher (DSC). Шифрование является довольно слабым: используется 35-разрядный вектор инициализации, аудиопоток защищается 64-битным шифрованием.
Ещё одна уязвимость заключается в том, что не проводится взаимной аутентификации (только трубка аутентифицируется перед БС), а базовая станция может отключить шифрование. Атака заключается в использовании ложной базовой станции («человек посередине») и может отключить шифрование, что позволяет прослушивать звонки пользователей данной базовой станции, записывать их, а также перенаправлять их.